# Rejon husiatyński
Rejon husiatyński – były rejon obwodu tarnopolskiego Ukrainy.
Został utworzony w 1940, jego powierzchnia wynosiła 1016 km², a ludność rejonu liczyła 60 000 osób.
Na terenie rejonu znajdowały się: dwie miejskie rady, dwie osiedlowe rady i 39 silskich rad, obejmujących w sumie 61 miejscowości. Siedzibą władz rejonowych był Husiatyn.

## Miejscowości rejonu

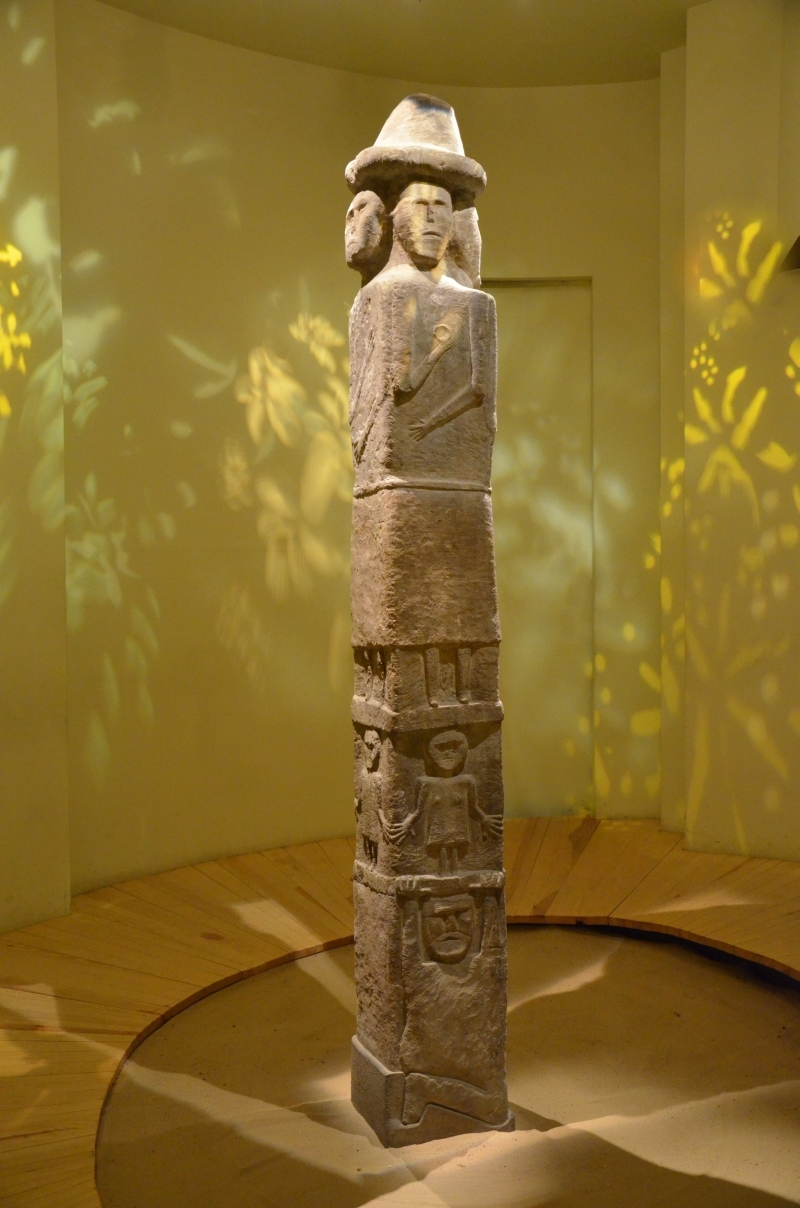
Światowid, pochodzący z IX w., obecnie w Muzeum Archeologicznym

- Bednarówka (Боднарівка)
- Bilitówka (Білинівка)
- Borki Małe (Малі Бірки)
- Bucyki (Буцики)
- Celejów (Целіїв)
- Chłopówka (Хлопівка)
- Chorostków (Хоростків)
- Czabarówka (Чабарівка)
- Czahari (Чагарі)
- Eleonorówka (Оленівка)
- Emilówka (Ємелівка)
- Grzymałów (Гримайлiв)
- Hadyńkowce (Гадинківці)
- Hlibów (Глібів)
- Horodnica (Городниця)
- Husiatyn (Гусятин)
- Jabłonów (Яблунів)
- Kałaharówka (Калагарівка)
- Karaszyńce (Карашинці)
- Kąt (Кут)
- Kluwińce (Клювинці)
- Kociubińce (Коцюбинці)
- Kokoszyńce (Кокошинці)
- Kopyczyńce (Копичинці)
- Kotówka (Котівка)
- Kozina (Козина)
- Krasne (Красне)
- Kręciłów (Крутилів)
- Krogulec (Крогулець)
- Leżanówka (Лежанівка)
- Liczkowce (Личківці)
- Łuka Mała (Мала Лука)
- Majdan (Майдан)
- Monasterycha (Монастириха)
- Myszkowce (Мишківці) cz. (Целіїв)
- Niżborg (Нижбірок)
- Niżborg Stary (Старий Нижбірок)
- Nowosiółka (Новосілка)
- Okno (Вікно)
- Olchowczyk (Вільхівчик)
- Oryszkowce (Оришківці)
- Pajówka (Паївка)
- Peremiłów (Перемилів)
- Postołówka (Постолівка)
- Poznanka Hetmańska (Пізнанка)
- Rasztowce (Раштівці)
- Rudki (Рудки)
- Sadzawki (Саджівка)
- Samołuskowce (Самолусківці)
- Sidorów (Сидорів)
- Soroka (Сорока)
- Stawki (Ставки)
- Suchodół (Суходіл)
- Suchostaw (Сухостав)
- Szydłowce (Шидлівці)
- Teklówka (Теклівка)
- Touste (Товсте)
- Trybuchowce (Трибухівці)
- Tudorów (Тудорів)
- Uwisła (Увисла)
- Wasylkowce (Васильківці)
- Wierzchowce (Верхівці)
- Wolica (Волиця)
- Wyhoda (Вигода)
- Zielona (Зелене)
- Żabińce (Жабинці)